# رولاندو سپدا
رولاندو سپدا آبرئو (انگلیسی: Rolando Cepeda Abreu) بازیکن والیبال اهل کوبا است.
وی در حال حاضر عضو و کاپیتان تیم ملی والیبال کوبا و باشگاه اسپریتوس است.